# الفيكه

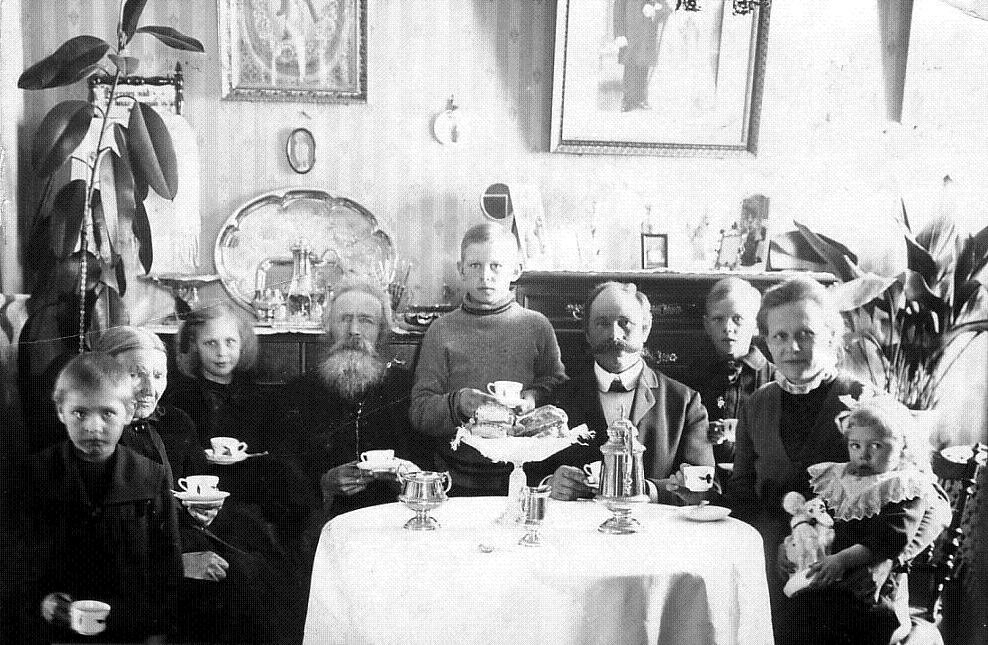

الفيكه (fika وتنطق [²fi:ka]) هو مفهوم في الثقافة السويدية ويعني "احتسي كوبًا من القهوة. عادة ما يقدم مع الفطائر أو الحلوى.المعنى العام للكلمة ليس مقتصر على القهوة فقط، فمن الممكن تبديلها بالشاي والعصير أو الليمون للأطفال. في بعض التجمعات، حتى الساندويتش والوجبات الخفيفة تعتبر كـ فيكه، فهي تقريباً كمفهوم شاي الظهيرة عند الإنجليز. على سبيل المثال، فيُطلق على السينامون في المخابز السويدية بـ “خبز الفكيه". تنتشر الثقافة السويدية حول العالم من خلال التجارة السويدية.

## أصل الكلمة
كلمة فيكه مثال على لفظة عامية استخدمت في القرن التاسع عشر. فقد تم عكس الكلمة، اشتقت كلمة فكيه من كافي (kaffi) من الكلمة السويدية المختلفة kaffe أي القهوة. أيضاً تأتي كلمة فك (fik) من الفكيه وهي كلمة عامية للقهوة خلال مراحل إنشائها أو تكوينها. معنى قديم للفكيه هو «أجتهد» في السويدية.
فالبتالي أصبحت الفيكةُ مزيجاً من المقاطع المعكوسة من كافي (kaffe) أي القهوة والفعل السويدي فيكه (fika)

## تعريفها
تعتبر الفكيه مؤسسة اجتماعية في السويد، تعني: خذ استراحة وفي معظم الأحيان تعني استراحة القهوة مع أحد الزملاء أو صديق أو موعد غرامي أو عائلي.
من الممكن استخدام كلمة فكيه كفعل أو أسم. تستطيع أخذ الفكيه أي «أخذ استراحة القهوة» أو أخذ الفكيه مع شخص مثل «موعد القهوة» أو شرب كوب من القهوة أو الشاي أو مشروبات غير كحولية.
كلمة فيكه لديها معنى مبهم لكن في الغالب تأتي بمعنى شيء للأكل مثل البسكويت أو الكعك وأيضا الحلوى المصحوبة مع المشروب. 
هذا العادة هي لأخذ استراحة كثيرا مع سينامون أو بسكويت أو الكعك وبجانبها بعض الفواكه، تعتبر الفكيه أمرا أساسياً في الحياة السويدية.
رغم ان الكلمة تعني في حد ذاتها «أخذ استراحة من العمل» ففي الغالب يشدد ذلك على استخدام كلمة fikapaus (وقفه الفيكه أو fikarast («استراحة الفيكه») مع وقفه الفيكه واستراحة الفيكه على التوالي كالمرادفات القريبة.
وقد تعني الفيكه أيضا شرب القهوة أو المشروبات الأخرى في مقهى كونديتوري (مقهى مخصص للمعجنات)
عادة ما تتطلب الفيكه الحلوى والمعجنات ولفافات القرفة.
وأحياناً ما يسمى خبز القهوة بخبز الفيكه، وهو اسم جامع لجميع أنواع البسكويت والكوكيز والكعك الخ، والتي عادة ما تؤكل مع القهوة.
وفي العادة الخبز المالح لا يدرج تحت هذا المصطلح (حتى ولو كانت تقدم مع القهوة).

## استراحة العمل
الفيكه هي ممارسة شائعة في أماكن العمل في السويد حيث يتطلب استراحة واحده على الأقل في اليوم خلال أيام العمل. غالبا، تأخذ فيكتين أي استراحتين حوالي الساعة 9 صباحا و3 بعد الظهيرة. عمل الفكيه هو حدث اجتماعي مهم، حيث العاملين يتمكنون من التجمع والاختلاط لمناقشة مسائل خاصة ومهنية.
ليس من المألوف انضمام الإدارة إلى الموظفين إلى حد ما يعتبر من غير اللائق ان ينظمون إلى زملاء الاخريين في الفيكه.) (فمن غير اللائق الانضمام للآخرين في الفيكة) هذه الممارسة غير محددة لأي سوق عمل فهي تعتبر ممارسة معتادة حتى في الادارات الحكومية.